# Shohei Toyoshima

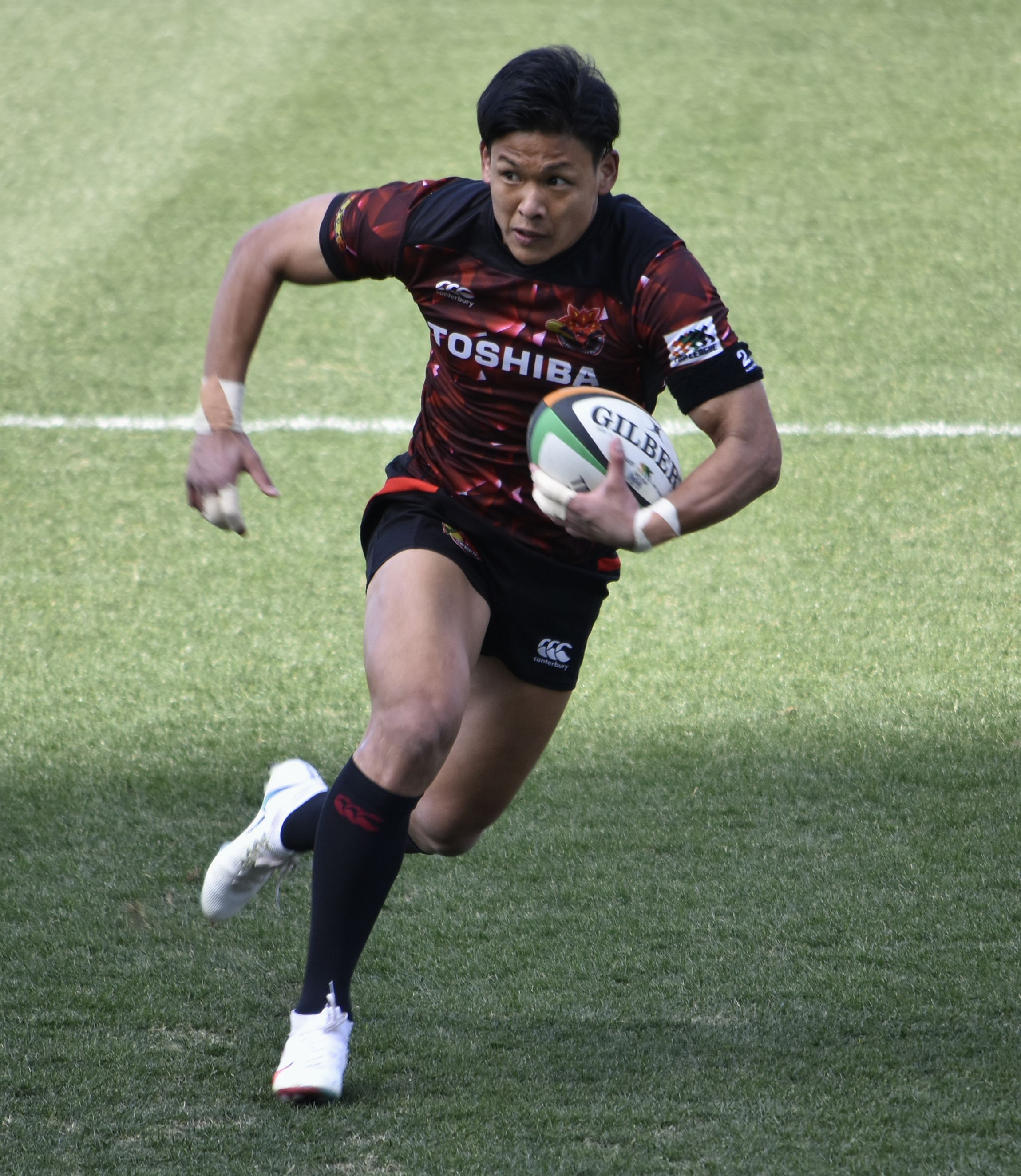
Shohei Toyoshima

Shohei Toyoshima (9 de janeiro de 1989) é um jogador de rugby sevens japonês.

## Carreira
Shohei Toyoshima integrou o elenco da Seleção Japonesa de Rugbi de Sevens, na Rio 2016, que foi 4º colocada.